# Marissa Garrido
Marissa Garrido Arozamena (Città del Messico, 1926 – Città del Messico, 8 gennaio 2021) è stata un'autrice televisiva, sceneggiatrice e drammaturga messicana.

## Biografia
Suo padre era il compositore Juan S. Garrido, cileno trapiantato in Messico, e sua madre era l'attrice teatrale messicana Carmen Arozamena Sánchez.
Sin da bambina, Marissa Garrido si interessò al mondo dello spettacolo; studiò pianoforte e fu ammessa al Conservatorio Nazionale.
Iniziò la sua carriera nel 1949, firmando sceneggiati per l'emittente radiofonica XEW-AM, per un totale di trenta adattamenti, che furono in seguito trasmessi anche da radio di Cuba, Porto Rico e Panama. In seguito scrisse numerosi pezzi per il teatro.
Conobbe quindi l'attore Agustín Sauret (1927-2017) che sarebbe poi diventato suo marito; la coppia ebbe due maschi e una femmina.
Marissa Garrido scrisse nel 1959 El Conflicto, la sua prima telenovela: fu un tale successo che il produttore con cui avrebbe lavorato per gran parte della sua carriera, Ernesto Alonso, la chiamò subito per sceneggiarne un'altra, La leona. La sua telenovela più importante fu però Ai grandi magazzini, che ebbe per attrice protagonista Jacqueline Andere e fece da trampolino di lancio per l'ancora sconosciuta Verónica Castro.
Negli anni '80 soggiornò in Brasile, dove lavorò per SBT realizzando remake in portoghese di alcune sue telenovelas. In quel decennio fu inoltre autrice della prima telenovela di produzione italiana, Felicità... dove sei, interpretata da Veronica Castro. 
Fece parte del consiglio di amministrazione della Società Generale degli Scrittori del Messico (SOGEM) come direttrice della radio e della televisione.
Morì nel 2021, per complicazioni da COVID-19.